# テラフォーミング (ゲーム)
『テラフォーミング』 (Terraforming) は、1992年5月1日にPCエンジンのSUPER CD-ROM²でライトスタッフから発売された横スクロールシューティング。
ストーリーにガイア理論などの考えを取り入れた。
スタッフは映画『ブレードランナー』などの美術を手掛けたデザイナー、シド・ミードをビジュアルコンセプトデザイナーに起用した。また音楽には『獣王記』を手掛けた林克洋、ゲームデザインは『アルシャーク』を手掛けた佐藤淳を起用した。
メガCDでも1993年に発売予定だったが、発売日未定の末、発売中止になった。

## 概要
テレパシーに似たサイコエネルギー弾で意思を伝えながら進む、横スクロールシューティング。未来の環境問題をテーマにしている。惑星に棲息している生物たちが怒ると、攻撃的な動きに変化させて襲ってくる。
難易度は4段階から選択が可能。Ⅰボタンでスピードセレクト。Ⅱボタンで攻撃。Ⅱボタンを押さずにいるとゲージが溜まり強力な波動砲が発射できるようになる。自機は4段階に移動速度の調節が可能。後方に出る噴射を使って敵を攻撃するバックファイヤーが可能。
ゲーム中に出てくるアイテムを取ると、オプションウェポンが装備され、Ⅱボタンを押すと発射される。また、同じ種類のアイテムを取るとオプションウェポンがレベルアップする。4段階までのレベルアップが可能。
ワイドショット
最初は前方だけの攻撃だが、パワーアップしていくと広範囲に攻撃できる。
ホーミングバルカン
敵の動きを追尾する誘導弾での攻撃。
レーザー
貫通力のあるレーザービームでの攻撃。パワーアップすると貫通力(威力)がアップする。

## ストーリー
ゲームの舞台は遥か未来。環境汚染によって人々は地球に住めなくなり、宇宙での生活を余儀なくされていた。反面、科学技術が発展し、ワープ航法が開発された。地球に代わる星を求め数々の調査隊が宇宙へ船立ち、ある船団が地球に類似した星を見つけた。しかし調査の結果、惑星全体が人類に敵意を示していた。危険ながらも地球に代わる星を必要としている人類は、星の生物に自らの意思を伝えることになる。